# Michel de Laillier
Michel de Laillier (ou de Lallier), seigneur du Vivier-les-Aubervilliers, d'Ermenonville et de Bertrandfosse, est prévôt des marchands de Paris de 1436 à 1438. 

## Biographie
Marchand bourgeois de Paris, changeur et orfèvre, il devient trésorier de France le 27 septembre 1409 puis prévôt des marchands en 1436. 
Maître des comptes, il est reçu conseiller au parlement de Paris en 1439.

## Hommages
- Rue Lallier.
- 1880 : Statue sur la façade de l'hôtel de ville de Paris, sculptées par Jean-Paul Aubé (1837-1916)[1] et Antonin Moine (1796-1849)[2][source insuffisante].